# Нитрид олова
Нитрид олова — бинарное неорганическое соединение
олова и азота
с формулой Sn3N4,
кристаллы.

## Получение
- Реакция хлорида олова(II) и аммиака [1]:

{\displaystyle {\mathsf {3SnCl_{2}+4NH_{3}\ {\xrightarrow {}}\ Sn_{3}N_{4}+6HCl+6H_{2}}}}
- Реакция хлорида олова(IV) и аммиака:

{\displaystyle {\mathsf {3SnCl_{4}+4NH_{3}\ {\xrightarrow {}}\ Sn_{3}N_{4}+12HCl}}}

## Физические свойства
Нитрид олова образует кристаллы
кубической сингонии,
пространственная группа F d3m,
параметры ячейки a = 0,9037 нм, Z = 8
 .

## Химические свойства
- Разлагается при нагревании:

{\displaystyle {\mathsf {Sn_{3}N_{4}\ {\xrightarrow {T}}\ 3Sn+2N_{2}}}}